# Tilf
Tilf fue un EP (Extended Play) lanzado en abril de 1981 por el grupo de punk islandés Purrkur Pillnikk liderado por el cantante y trompetista Einar Örn Benediktsson.

Salido al mercado a través de la discográfica Gramm, Googooplex estaba integrado por 4 discos de 12” con un total de 12 canciones.

El título Tilf en islandés significa “Siente”.

Purrkur Pillnikk estaba integrado por:
- Vocalista y trompeta: Einar Örn Benediktsson.
- Bajo: Bragi Ólafsson.
- Guitarra: Friðrk Erlingsson.
- Batería: Ásgeir Ragnar Bragason.

## Lista de canciones
1. “Tíminn” - (0:36)
2. “Slöggur” - (1:21)
3. “Læknir” - (1:30)
4. “Gleði” - (1:06)
5. “Andlit” - (1:12)
6. “Tilfinning” - (00:52)
7. “Þreita” - (1:16)
8. “Grunsamlegt” - (1:14)
9. “Ást” - (1:42)
10. “John Merrick” - (1:28)